# Peru na Letnich Igrzyskach Olimpijskich 1996
Peru na Letnich Igrzyskach Olimpijskich 1996 w Atlancie reprezentowało 29 zawodników: 14 kobiet i 15 mężczyzn. Najmłodszym reprezentantem tego kraju była siatkarka Lauren Baylon (18 lat 341 dni), a najstarszym strzelec Juan Jorge Giha, Jr (41 lat 95 dni).

## Badminton
Mężczyźni
- Mario Carulla – gra pojedyncza (odpadł w 1/64 finału)

## Boks
Mężczyźni
- Alberto Rossel – waga lekko musza (odpadł w 1/32 finału)

## Lekkoatletyka
Mężczyźni
- Hugo Muñoz – skok wzwyż (odpadł w eliminacjach)
- Javier Verne – bieg na 100 metrów (odpadł w pierwszej rundzie eliminacji)
- José Riesco – bieg na 110 metrów przez płotki (odpadł w eliminacjach)
- Miguel Mallqui – maraton (71. miejsce)

Kobiety
- Marilú Salazar – maraton (54. miejsce)

## Pływanie
Mężczyźni
- Jorge Arias – 100 metrów stylem klasycznym (39. miejsce)

Kobiety
- Maritza Chiaway – 200 metrów stylem dowolnym (37. miejsce), 400 metrów stylem dowolnym (36. miejsce), 800 metrów stylem dowolnym (26. miejsce)

## Strzelectwo
Mężczyźni
- Esteban Boza – rzutki
- Francisco Boza – trap i trap podwójny
- Juan Jorge Giha, Jr – rzutki

## Tenis stołowy
Kobiety
- Eliana González – gra pojedyncza i gra podwójna
- Milagritos Gorriti – gra podwójna

## Siatkówka
Kobiety
- Sara Joya
- Iris Falcón
- Verónica Contreras
- Paola Ramos
- Milagros Cámere
- Milagros Moy
- Sandra Rodríguez
- Luren Baylon
- Yulissa Zamudio
- Yolanda Delgado

## Zapasy
Mężczyźni
- Jorge Yllescas – styl klasyczny do 48 kg (18. miejsce)
- Joël Basaldua – styl klasyczny do 52 kg (17. miejsce)
- Félix Isisola – styl klasyczny do 82 kg (17. miejsce)
- Lucio Vásquez – styl klasyczny do 90 kg (22. miejsce)
- Enrique Cubas – styl wolny do 62 kg (14. miejsce)